# House of Representatives (Ceylon)

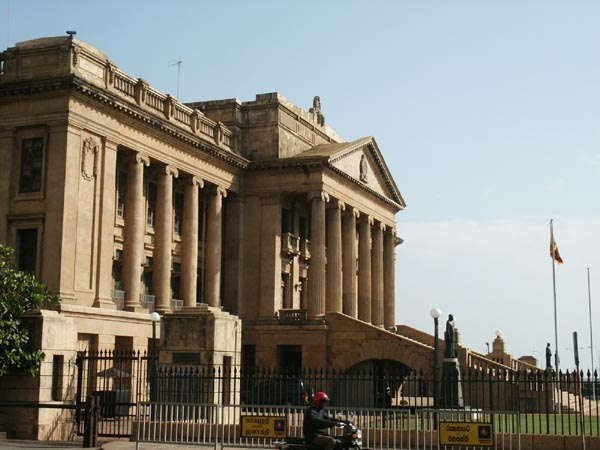

Das House of Representatives (Tamil இலங்கை பிரதிநிதிகள் சபை) war das Unterhaus des Parlaments der damaligen Dominion of Ceylon (dem heutigen Sri Lanka), welches 1947 durch die Soulbury Constitution begründet wurde. Das House war untergebracht im alten Gebäude des State Council of Ceylon am Galle Face Green in Colombo. Die erste Verfassung der Republik Sri Lanka, welche am 22. Mai 1972 in Kraft trat, ersetzte das House of Representatives zusammen mit dem Parliament of Ceylon durch das Einkammersystem der National State Assembly.

## Mitglieder
Das Unterhaus trat das erste Mal am 14. Oktober 1947 zusammen. Ursprünglich bestand es aus 101 Mitgliedern, von denen 95 durch Wahlmänner aus 89 Wahldistrikten gewählt wurden und sechs ernannt wurden vom Governor-General of Ceylon ernannt, auf die Anweisung des Prime Minister of Sri Lanka. Die Mitglieder galten als „Members of Parliament“. Die sechs ernannten Mitglieder waren Repräsentanten von wichtigen Interessengruppen, die nicht oder nicht adäquat im Parlament repräsentiert waren, sie gehörten gewöhnlich der europäischen oder der Burgher-Gruppierung an und fallweise auch den Sri-Lanka-Tamilen (Indian Tamils) und moslemischen Moors oder Sri Lankan Malays (Ja Minissu). In wenigen Fällen erhielten auch einzelne Kastengruppen aus der Singhalesen-Bevölkerung und  der Tamilen-Bevölkerung eine Repräsentanz im Parlament als ernannte Mitglieder.
Die vierte Verfassungsänderung der Soulbury Constitution erhöhte die Nummer der Mitglieder auf 157 (151 gewählt aus den 145 Wahldistrikten und sechs ernannte).

## Wahldistrikte
Die ursprünglichen 89 Wahldistrikte bestanden aus 84 Distrikte mit einem, vier Distrikte mit zwei Abgeordneten (Ambalangoda-Balapitiya, Badulla, Balangoda und Kadugannawa) und einem Distrikt mit drei Abgeordneten (Colombo Central Electoral District). Vom März 1960 gab es 145 Wahldistrikte mit 140 Distrikten mit einem, vier mit zwei (Akurana, Batticaloa Electoral District (1947–1989), Colombo South Electoral District und Mutur Electoral District) und einem mit drei Abgeordneten (Colombo Central Electoral District).

## Sprecher
- Alfred Francis Molamure (1947–51)
- Albert F. Peries (1951–56)
- H. S. Ismail (1956–59)
- T. B. Subasinghe (1960)
- R. S. Pelpola (1960–64)
- Hugh Fernando (1964)
- Albert F. Peries (1965–67)
- Shirley Corea (1967–70)
- Stanley Tillekeratne (1970–72)

## Stellvertretende Sprecher und Chairman of Committees
- R. A. de Mel (1947–48)
- H. W. Amarasuriya (1948)
- Albert F. Peries (1948–51)
- H. S. Ismail (1951–56)
- Piyasena Tennakoon (1956–58)
- R. S. Pelpola (1958–60)
- Hugh Fernando (1960–64)
- D. A. Rajapaksa (1964)
- Shirley Corea (1965–67)
- Razik Fareed (1967–68)
- Murugesu Sivasithamparam (1968–70)
- I. A. Cader (1970–72)